# Giro di Toscana 1976
Il Giro di Toscana 1976, cinquantesima edizione della corsa, si svolse l'8 maggio su un percorso di 221 km, con partenza e arrivo a Firenze. Fu vinto dall'italiano Francesco Moser della Sanson davanti ai suoi connazionali Walter Riccomi e Pierino Gavazzi.

## Ordine d'arrivo (Top 10)
| Pos. | Corridore          | Squadra              | Tempo    |
| ---- | ------------------ | -------------------- | -------- |
| 1    | Francesco Moser    | Sanson               | 5h16'00" |
| 2    | Walter Riccomi     | Scic                 |          |
| 3    | Pierino Gavazzi    | Jollj Ceramica-Decor |          |
| 4    | Enrico Paolini     | Scic-Colnago         |          |
| 5    | Franco Bitossi     | Zonca                |          |
| 6    | Mauro Vannucchi    | Magniflex-Torpado    |          |
| 7    | Giancarlo Polidori | G.B.C.-Itla-TV Color |          |
| 8    | Luciano Conati     | Scic-Colnago         |          |
| 9    | Miguel María Lasa  | Scic-Colnago         |          |
| 10   | Ottavio Crepaldi   | Brooklyn             |          |